# Artur Boruc
Artur Boruc (Siedlce, 20 de fevereiro de 1980) é um ex-futebolista polaco que atuava como goleiro.

## Carreira

### Clubes
Revelado pelo Pogoń Siedlce, foi contratado em 1999 pelo Legia Warszawa, onde jogou por seis temporadas, duas como titular. Em 2000, jogou pelo Dolcan Ząbki por empréstimo.
Em 2005, se transferiu para Celtic, onde permaneceu até 2010, sendo destaque nos diversos títulos que o clube conquistou durante esse período, como o tricampeonato nacional e o bi da Copa da Escócia. Na Escócia Boruc também conquistou reconhecimento na Europa sendo assediado por times de ligas nacionais mais expressivas como inglesa e italiana.
Em julho de 2010, foi contratado pelo Fiorentina. Após boas temporadas na Viola, com campanhas regulares na Serie A Tim e na Copa da Itália teve sua multa rescisória paga pelo Southampton sendo contratado para ser o titular na posição.
O goleiro teve boas atuações no restante da temporada 2012/2013 na Premier League livrando o time de qualquer chance de rebaixamento.  
No inicio da temporada 2013/2014 Boruc colecionou atuações fracas, sofrendo um gol de goleiro de Asmir Begović do Stoke City e após tentar driblar Olivier Giroud do Arsenal sem sucesso sofrendo outro gol.

## Seleção Polonesa
Possivelmente o único destaque de sua seleção na Copa do Mundo da Alemanha, teve brilhante atuação contra o time da casa, na partida disputada entre as duas seleções ainda pela primeira fase, só sendo superado nos acréscimos por um gol de Oliver Neuville que deu a vitória à Alemanha por 1-0. Boruc é o titular na posição e umas das referencias da seleção polonesa ao lado de Robert Lewandowski e Jakub Błaszczykowski.